# Silent Hunter II
Silent Hunter II è un simulatore di sottomarini pubblicato dalla Ubisoft nel 2001 per il sistema operativo Microsoft Windows. Questo è il secondo capitolo della serie Silent Hunter.
Silent Hunter II dà al giocatore il comando di un U-Boot durante la Seconda battaglia dell'Atlantico. Il gioco offre missioni a singolo giocatore e multiplayer.
In aggiunta alle missioni a singolo giocatore, ci sono anche delle rivisitazioni di missioni veramente effettuate dagli U-Boot, permettendo al giocatore di rivivere alcune delle più conosciute avventure del sottomarino tedesco U-47, come la penetrazione dentro Scapa Flow, l'attraversamento dello Stretto di Gibilterra, e l'Operazione Drumbeat contro i convogli americani.
Il veterano tedesco della seconda guerra mondiale e comandante di sottomarino Erich Topp è stato uno dei consiglieri tecnici.
Cosa ha fatto di Silent Hunter II un gioco rivoluzionario non è stato solo il fatto di poter comandare on-line con o contro altri U-Boot, ma anche Cacciatorpediniere che possono essere controllati dai giocatori di Destroyer Command, un altro titolo pubblicato da Ubisoft.
Tuttavia Silent Hunter II fu criticato dalla cruda IA, la scarsa rigiocabilità della carriera in single-player a causa della limitata quantità di missioni e la modalità multiplayer buggata, che spesso disconnetteva i giocatori ancora prima che l'azione fosse iniziata.